# Gabriele Marchesi
Dom Gabriele Marchesi (Incisa in Val d'Arno, 16 de setembro de 1953) é um sacerdote italiano radicado no Brasil. É bispo de Floresta.

## Biografia
Nascido em Incisa in Val d'Arno, cursou filosofia no seminário diocesano de Fiesole, e  teologia em Florença. Foi ordenado padre em 6 de julho de 1978, em Fiesole. Foi pároco em vários lugares da Diocese de Fiesole, na Itália, até o ano de 2003, quando mudou-se para o Brasil e passou a trabalhar na Diocese de Viana.
Foi nomeado bispo de Floresta, pelo Papa Bento XVI, em 21 de fevereiro de 2013, e recebeu a ordenação episcopal em 18 de maio de 2013, por Dom Sebastião Lima Duarte, bispo de Viana, tendo como co-sagrantes Dom Xavier Gilles de Maupeou d’Ableiges, bispo-emérito de Viana e Dom Gastone Simoni, bispo-emérito de Prato.